# Sončnična stebelna vrtalka
Sončnična stebelna vrtalka (znanstveno ime Strauzia longipennis) je velika muha iz družine sadnih muh, katere ličinka je velik škodljivec na sončničnih poljih.  

## Opis
Odrasle muhe dosežejo dolžino do okoli 6 mm, razpon kril pa znaša med 7 in 13 mm. Telo muhe je smetanasto bele barve, na krilih pa imajo izrazit temno rjav vzorec, ki tvori na konicah obliko črke F. Oči so izrazito svetlo zelene barve. Ličinke so rumenkasto bele barve in v zadnjem od treh stadijev dosežejo dolžino okoli 5 mm. Samica odlaga bela, podolgovata jajčeca, dolga okoli 1 mm, v tkivo stebel mladih rastlin, kjer se, po izleganju, ličinke hranijo okoli 30 dni. Nato se pregrizejo na plano, se spustijo na zemljo, kjer se zakopljejo in zabubijo. Zimo preživijo bube. Imagi so opazni med sredino julija in v avgustu.

## Razširjenost in škodljivost
Sončnična stebelna vrtalka izvira iz severne Amerike, v Evropi pa je bila prvič potrjena leta 2010, ko so jo odkrili v Nemčiji. V drugih državah članicah EU, tudi v Sloveniji, škodljivca zaenkrat še niso potrdili.
Škodo na sončnicah povzročajo ličinke, ki se hranijo s tkivom stebel. Ta se posledično lomijo in s tem rastlino izpostavljajo tudi okužbam z različnimi glivami (na primer gliva, povzročiteljica bele gnilobe). Odrasli osebki so dobri letalci, na večje razdalje pa se širijo s sončnicami, zemljo ali rezanim cvetjem. Poleg navadne sončnice je sončnična stebelna vrtalka škodljivka tudi na topinamburju in na ostalih rastlinah iz družine nebinovk.